# رنارت سلیمانوف
رنارت سلیمانوف (انگلیسی: Renart Suleymanov؛ زادهٔ ۳۰ ژانویهٔ ۱۹۳۶) ورزشکار ورزش تیراندازی اهل اتحاد جماهیر شوروی سوسیالیستی است.
وی در مسابقات کشوری و بین‌المللی در مجموع برندهٔ ۱ مدال برنز شده‌است.